# Biserica reformată din Porumbenii Mari
Ansamblul bisericii reformate din Porumbenii Mari este un ansamblu de monumente istorice aflat pe teritoriul satului Porumbenii Mari; comuna Porumbenii Mari.
Ansamblul este format din următoarele monumente:
- Biserica reformată (cod LMI HR-II-m-A-12929.01)
- Zid de incintă (cod LMI HR-II-m-A-12929.02)